# Інгрід Майкельсон
Інгрід Майкельсон (англ. Ingrid Michaelson; нар. 8 грудня 1979, Стейтен-Айленд, Нью-Йорк, США) — співачка інді-поп і авторка пісень зі США.
Крім інді-музики, є відомою в США за сингл The Way I Am. Інші пісні Майкельсон були обрані в якості саундтреків до епізодів популярних телесеріалів, серед яких Grey's Anatomy і One Tree Hill, а також використовувались в рекламах і кліпах магазину Old Navy у 2007 році (у рамках рекламної кампанії Fair Isle).
У 2021 році Інгрід Майклсон співпрацювала з британсько-пакистанською співачкою Зейн Малік над синглом "To Begin Again". Реліз пісні відбувся 17 березня 2021 року.

## Життєпис
Народилася в сім'ї скульпторки і директорки музею мистецтв Staten Island Museum Елізабет Егберт та композитора Карла Майкельсона. Має молодшого на 13 років брата Гріффіна.
З 5 до 7 років вчилася гри на фортепіано в Third Street Music School на Манхеттені. Протягом наступних кількох років продовжувала в Jewish Community Center of Staten Island/Dorothy Delson Kuhn Music Institute, де познайомилася з вчителькою співу Елізабет Маккалоу, у якої навчалась до закінчення ліцею.
Вступила в Staten Island Technical High School (технічний факультет), а потім до університету Binghamton University, здобувши ступінь ліценціата в галузі театрального мистецтва. Студенткою писала пісні. До цього періоду її життя належить текст пісні The Hat.
Ще в дитинстві виступала в театрально-музичній групі «Діти на сцені» («Kids on Stage»). Після закінчення інституту працювала театральною режисеркою, доки не почала співати і концертувати.
10 вересня 2008 року виступила сапортом (support) перед концертом Dave Matthews Band в рамках благодійного концерту Stand Up for a Cure у знаменитому великому спортивному комплексі Медісон-сквер-гарден. Виконала Die Alone, Breakable, Overboard, Be OK, The Way I Am, Locked Up і мажорні інтерпретації класичних хітів Ice Ice Baby і The Fresh Prince of Bel-Air Theme. Завершила сольним акустичним виконанням Over the Rainbow в честь покійного музиканта гурту DMB, саксофоніста Лероя Мура.
Восени 2008 року виступила на підтримку перед Джейсоном Мразом під час його турне по Європі, між іншими: Великої Британії, Швеції, Данії, Голландії, Німеччини та Франції.

## Телебачення
Кілька треків Майкельсон є відомими телеглядацькій аудиторії у багатьох країнах, у зв'язку з їх використанням в популярних серіалах, серед яких Анатомія Грей (Grey's Anatomy):
- The Way I Am — 3 сезон, епізод Шість днів, частина 1 (Six Days, Part 1)
- Breakable — 3 сезон, епізод Дивлячись на сонце (Staring at the Sun)
- Corner Of Your Heart — 3 сезон, епізод Тестування 1-2-3 (Testing 1-2-3)
- Keep Breathing — 3 сезон, останній епізод Didn't We Almost Have It All
- Sky — пісня художника Джошуа Радін (Joshua Radin) з участю Інгрід в 4 сезоні в епізоді Losing My Mind
- Giving Up (нова пісня, ще не зареєстрована) — 4 сезон, останній епізод Свобода (Freedom)
- Everybody (з останнього альбому Майкельсон) — 6 сезон, 12 епізод I Like You So Much Better When You're Naked

Три з пісень Майкельсон, використані в серії One Tree Hill:
- Masochist — 4 сезон, 13 епізод Pictures Of You
- Overboard — 4 сезон, 14 епізод Sad Songs for Dirty Lovers
- The Way I Am — 4 сезон, 19 епізод Ashes of Dreams You Let Die

Крім того, пісню The Way I Am і Breakable використано в серії The Real World: Denver.
А пісні The Way I Am, Die Alone та Far Away (Untitled) є саундтреками серії The Bad Girls Club.
14 лютого 2008 Майкельсон була запрошена як музикантка до публіцистичної програми ABC в США, Доброго Дня Америко (Good Morning America), а 15 лютого була гостею в Прямій передачі з Реджіс і Келлі (Live with Regis and Kelly). Відеокліпи Майкельсон можна знайти в репертуарі каналу VH1. Вона з'явилася у відомих американських публіцистичних програмах Late Night with Conan O'Brien, The Tonight Show with Jay Leno, The AT&T Blue Room, Last Call with Carson Daly. В останньому співала з Джошуа Радін (Joshua Radin).
В рамках музичної програми National Public Radio концерт Майкельсон був записаний і зберігається в архіві Bryant Park Project.

## Дискографія

### Студійні альбоми
| Slow the Rain                           | - Release date: January 10, 2005 - Label: self-released - Formats: CD, music download    | —  | —  | — | — | —   |
| Girls and Boys                          | - Release date: May 16, 2007 - Label: Cabin 24 Records - Formats: CD, music download     | 63 | 17 | 1 | 6 | 100 |
| Be OK                                   | - Release date: October 14, 2008 - Label: Cabin 24 Records - Formats: CD, music download | 35 | 13 | — | 2 | —   |
| Everybody                               | - Release date: August 25, 2009 - Label: Cabin 24 Records - Formats: CD, music download  | 18 | 7  | — | — | —   |
| «—» denotes releases that did not chart |                                                                                          |    |    |   |   |     |

### Сингли
| 2007                                    | «The Way I Am» | 37 | 20 | 15 | —  | 36 | 51 | 69 | —   | - US: Platinum | Girls and Boys |
| 2008                                    | «Be OK»        | 91 | —  | —  | —  | 45 | —  | 64 | 174 |                | Be OK          |
| 2009                                    | «Maybe»        | —  | 27 | 14 | 38 | —  | —  | 97 | —   |                | Everybody      |
| 2010                                    | «Everybody»    | —  | —  | —  | —  | —  | —  | —  | —   |                | Everybody      |
| «—» denotes releases that did not chart |                |    |    |    |    |    |    |    |     |                |                |